# ケレム・カンター
ケレム・カンター (Kerem Kanter, 1995年4月29日 - ) は、トルコ出身のプロバスケットボール選手。大学はウィスコンシン大学およびザビエル大学でプレーした。実兄は元バスケットボール選手のエネス・カンター・フリーダム。

## 初期の経歴
カンターはIMGアカデミーで1シーズンプレーし、1試合平均17ポイント、9リバウンドを記録した。多くの大学から大きな注目を集めたにもかかわらず、彼は大学に進学するかプロでプレーするかを決めるのに長い時間がかかった。最終的に大学への進学を選んだが、ほとんどのチームのロスターは埋まっていたため、ウィスコンシン・グリーンベイが唯一の選択肢であった。

## 大学での経歴
グリーンベイでカンターはキーファー・サイクスと一緒にプレーした。2年生になるとベンチスタートのプレイヤーとなり、平均 4.0ポイント、2.3リバウンドを記録した。彼はフェニックスを20年ぶりのNCAAトーナメント出場権に導き、14シードを獲得した。3年次には1ゲーム平均11.3ポイントと6.3リバウンドを記録した。シーズン終了後に彼はNBAドラフトへの参加を宣言したが、締め切り前に撤退した。カンターはNCAA の大学院編入規則に基づいて、ザビエル大学に編入することを決定した。卒業年次には1ゲーム平均10.9ポイントと4.5リバウンドを記録した。彼はマスケティアーズが 29-6 シーズン、最初のビッグ・イースト レギュラーシーズンタイトルとNCAAトーナメントでシードを獲得するのに貢献した。カンターは24ポイントを獲得し、最初のラウンドでテキサス・サザンに勝利した試合で5リバウンドを記録した。

## プロとしての経歴
2018年のNBAドラフトで指名外となった後、カンターは2018年8月6日にLNBのJLブール・バスケット（英語版）と契約した。彼は1ゲーム平均7.2ポイントを記録した。2019年1月22日、カンターはBCズーキヤ（英語版）と契約した。
2019年7月、カンターはリーガACBとユーロカップに所属するホベントゥート・バダロナと契約した。11月、彼は逮捕を恐れたため、ダルサファカ S.K.と対戦するためにトルコに行くことを拒否した。カンターは1試合平均6.8得点、3.8リバウンドを記録した。彼は2020年7月6日にチームから契約を解除された。
2020年9月4日、カンターはギリシャ・バスケットリーグのコロソス・ロドスB.C.と契約した。
2021年8月24日に、彼はポーランド・バスケットボールリーグ（英語版）とユーロカップに所属するシロンスク・ヴロツワフ（英語版）と契約した。
2022年6月11日、カンターは秋田ノーザンハピネッツと契約した。
2024年1月30日、LNBに所属するADAブロワバスケット41への加入が発表された。
2025年6月6日、KBLに所属するソウル三星サンダースへの加入が発表された。

## 代表経歴
カンターは2013年にトルコのU-18代表に選出され、ラトビアで開催されたFIBAヨーロッパU-18選手権でチームの優勝に貢献した。

## 参照
1. 1 2 3  Kersey, Jason (2016年3月16日). “NCAA Tournament: Green Bay's Kerem Kanter excited to play on older brother's home floor”. NewsOK. 2017年5月26日閲覧。
2. ↑  Brennan, Patrick (2017年5月22日). “Kanter pulling out of NBA Draft, will play at Xavier”. The Cincinnati Enquirer 2017年8月4日閲覧。
3. ↑  Russell, Shannon (2018年5月14日). “What's next for former Xavier forward Kerem Kanter?”. The Athletic 2018年6月4日閲覧。
4. ↑  Albanese, Laura (2018年3月17日). “NCAA Tournament: Xavier's Kerem Kanter, younger brother of Knicks' Enes, enjoying team's spotlight in Big Dance”. NewsDay 2018年6月4日閲覧。
5. ↑  “Kerem Kanter signs one-year deal with JL Bourg”. EuroHoops.net (2018年8月6日). 2018年8月6日閲覧。
6. ↑  “Enes Kanter's brother Kerem Kanter signs with Dzukija”. (2019年1月22日) 2020年7月6日閲覧。
7. ↑  “El Club Joventut Badalona es reforça amb el polivalent Kerem Kanter”. Club Joventut Badalona. 2019年7月22日閲覧。
8. ↑  “Badalona's Kerem Kanter won't travel to Turkey, will miss EuroCup game vs. Darussafaka”. (2019年11月17日) 2020年7月6日閲覧。
9. ↑  “Lo Joventut Badalona ha annunciato le uscite di Omic, Kanter e Stevic” (Italian). (2020年7月6日) 2020年7月6日閲覧。
10. ↑  “Kolossos signs Kerem Kanter”. (2020年9月4日) 2020年9月4日閲覧。
11. ↑  “Śląsk Wrocław announces deal with Kerem Kanter” (英語). Sportando. (2021年8月24日) 2021年8月23日閲覧。
12. ↑  “Kerem Kanter signs in Japan for next season” (英語).   Eurohoops (2022年6月11日). 2022年6月13日閲覧。
13. ↑  “Kerem Kanter signs at Blois”.   eurobasket.com. 2024年1月30日閲覧。
14. ↑  “Kerem Kanter (ex Avtodor) agreed terms with Seoul Thunders”.   asiabasket.com (2025年6月6日). 2025年6月6日閲覧。